# Euploea nivana
Euploea nivana är en fjärilsart som beskrevs av Carpenter 1953. Euploea nivana ingår i släktet Euploea och familjen praktfjärilar. Inga underarter finns listade i Catalogue of Life.